# کروماتوگرافی گازی
کروماتوگرافی گازی (به انگلیسی: Gas Chromatography) یکی از روش‌های کروماتوگرافی است که برای بررسی و جداسازی مواد فرار بدون تجزیه شدن آن‌ها، به کار می‌رود. در کروماتوگرافی گازی، فاز متحرک یک گاز بی اثر (برای مثال هلیوم، نیتروژن، آرگون و دی‌اکسید کربن) است و به فاز متحرک گاز حامل نیز می‌گویند. فاز ساکن یک جسم جامد جاذب یا لایه نازکی از یک مایع غیر فرار است که به دیواره داخلی ستون یا به صورت پوششی روی سطح گلوله‌های شیشه‌ای یا فلزی قرار داده شده‌است. در صورتی که فاز ساکن جسم جامد جاذب باشد اصطلاحاً کروماتوگرافی گازی گویند و اگر فاز ساکن مایع غیر فرار باشد آن را کروماتوگرافی گاز مایع گویند. اما هردو به کروماتوگرافی گازی معروف هستند.
در کروماتوگرافی گازی، جداسازی اجزا یک مخلوط متناسب با میزان توزیع اجزا تشکیل دهنده مخلوط بین فاز متحرک گازی و فاز ساکن جامد یا مایع صورت می‌گیرد. در این روش گاز حامل مخلوط را درون ستون حرکت می‌دهد و بین دو فاز در حالت تعادل (گاز-مایع) اجزا تشکیل دهنده مخلوط توزیع می‌شوند؛ بنابراین فاز متحرک اجزا تشکیل دهنده نمونه را به طرف بیرون ستون حرکت می‌دهد و هر مولکولی که با ارتباط سست‌تر جذب ستون شده‌است، زودتر و جزئی که قدرت جذب بیشتری با ستون دارد، دیرتر از ستون خارج می‌شوند؛ بنابراین، اجزا مخلوط از یکدیگر جدا می‌شوند.
کروماتوگرافی گازی برای جداسازی و شناسایی اجزا تشکیل دهنده یک مخلوط از مواد فرار و تجزیه کمی آن‌ها نیز کاربرد دارد.

## اجزا تشکیل دهنده دستگاه کروماتوگرافی گازی
این سیستم دارای قسمت‌های: منبع گازی حامل، سیستم تنظیم‌کننده مقدار گاز، محل تزریق نمونه، ستون کروماتوگرافی، کوره و سیستم تنظیم درجه حرارت محل تزریق، آشکارساز و سیستم شناساگر می‌باشد.

### منبع گاز حامل
یک سیلندر گاز با فشار بالای ۲۰ بار به عنوان منبع گاز حامل استفاده می‌شود. این گاز می تواند هلیوم، آرگون، نیتروژن یا هیدروژن با خلوص ۹۹/۹۹۹ درصد یا همان گرید ۵ باشد.

### ستون و کوره

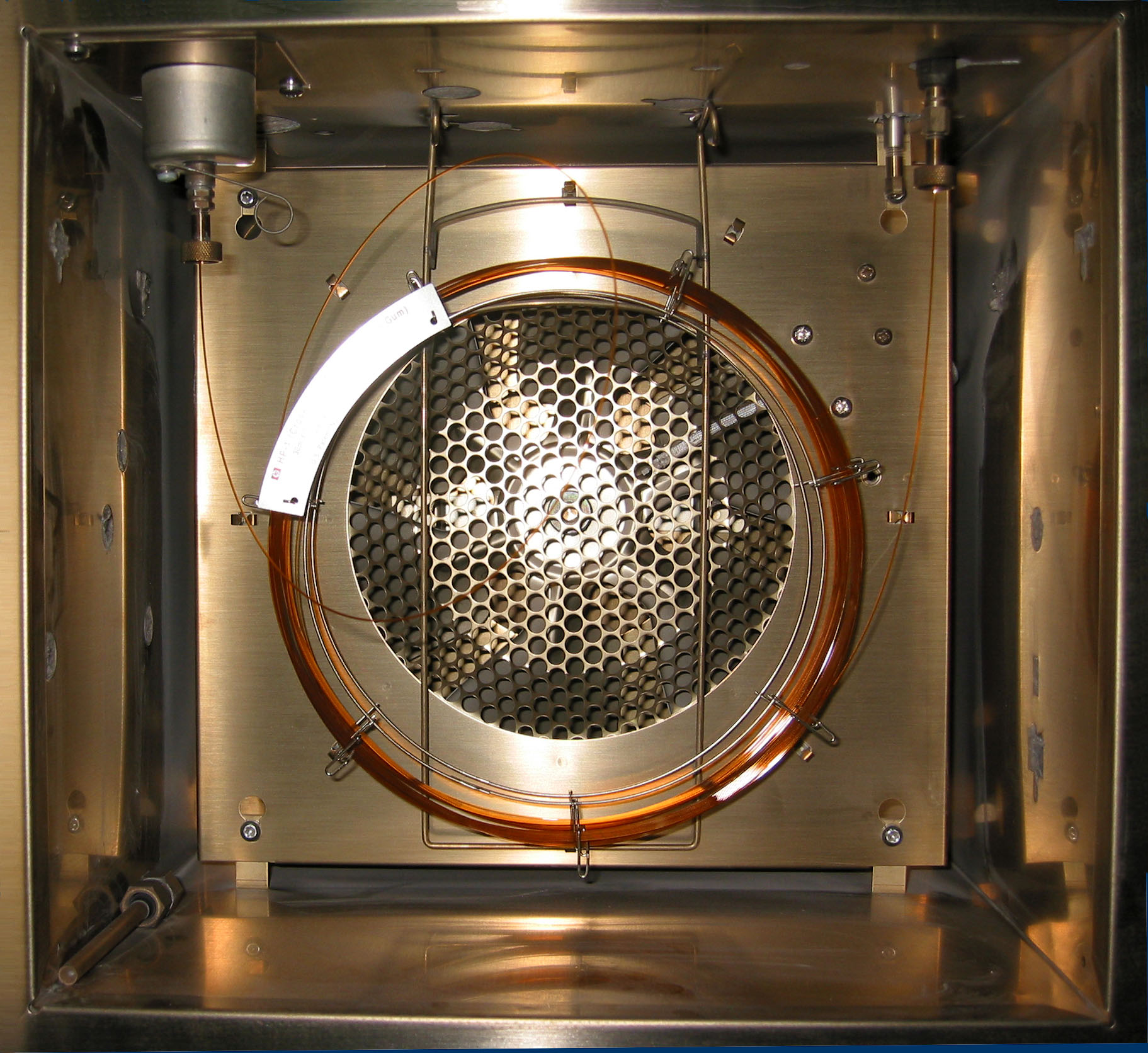
اون(Oven) در دستگاه کروماتوگراف گازی

ستون در داخل کوره قرار دارد و در واقع به منزله قلب دستگاه کروماتوگرافی گازی هستند. ستون‌ها دو نوع هستند ۱- ستون‌های پر شده ۲- ستون‌های مویین.
یک ستون کروماتوگرافی گازی  مویین  در ساده‎ ترین شکل خود از دو بخش تشکیل شده است یعنی لوله ی مویین و فاز ساکن . سیلیکای جوش خورده و فولاد ضد زنگ مواد اصلی هستند که برای لوله ها به کار گرفته می شوند . فاز های ساکن متعددی به چشم می خورند . اکثراً پلیمرهای پایدار حرارتی با وزن مولکولی بالا به شکل مایعات یا چسب ها می باشند . متداول ترین فاز های ساکن این نوع پلیمر ها عبارتند از پلی سیلوکسان ها ( اغلب اوقات به نادرستی سیلیکون ها نامیده می شوند ) و پلی اتیلن گلایکول ها . نوع دیگری از فاز های ساکن که بسیار متداول هستند عبارتند از ذرات متخلخل و کوچک تشکیل شده از پلیمر های زئولیت ها ( به عنوان مثال آلومینا ، غربال های مولکولی ). یکی از تفاوتهای ستونهای پرشده و مویین در باز بودن وسط ستونهای مویین است.

### آشکارسازها
آشکارسازهای متداول در کروماتوگرافی گازی چهار نوع هستند:
- آشکارساز یونش شعله‌ای (FID)
- آشکارساز هدایت حرارتی (TCD)
- آشکارساز نورسنج شعله‌ای (Flame Photometer)
- آشکارساز ربایش الکترون (ECD)

استفاده از آشکارساز یونش شعله‌ای رایج‌تر است.

## منحنی‌های وان دیمتر (Van deemeter curves)
منحنی‌های وان دیمتر ارتباط میان سرعت جریان خطی گاز حامل و بازدهی و کارایی ستون را به بهترین صورت ممکن نشان می‌دهد. یکی از نتایج سودمندی که از منحنی‌های وان دیمتر قابل استخراج است سرعت جریان بهینه گاز حامل است. با چنین سرعتی کارایی سیستم کروماتوگرافی حداکثر خواهد شد زیرا در این شرایط ارتفاع هم ارز از سینی‌های فرضی (h) کمترین مقدار خود را دارد. همچنین از نمودارهای وان دیمتر می‌توان دانست که دامنه تغییرات مجاز سرعت گاز حامل چقدر است.

## جفت کردن دستگاه
دستگاه یادشده با انواع دستگاه ها مانند طیف سنج جرمی و حتی خود کروماتوگرافی گازی (GC GC) قابل جفت شدن است. از مزایای جفت شدن با طیف سنج جرمی، قابلیت شناسایی ترکیبات جداشده است، کروماتوگرافی گازی دارای این توانایی نیست . این ابزار یکی از قویترین ابزارهای شناسایی است.

## کروماتوگرافی گازی سریع
در این شیوه با افزایش سرعت گاز حامل و تغییر آن به هیدروژن در زمان کوتاهی آنالیز صورت میگیرد.